# Les Machines diaboliques

Les Machines diaboliques est un téléfilm de science-fiction français, librement adapté par Jacques Vilfrid en 1980 de la nouvelle de Murray Leinster et réalisé par François Villiers et diffusé le 12 juin 1981 sur Antenne 2 et le 8 mars 1985 sur Canal+.

## Synopsis
Le détective privé Olivier Braun (Georges Descrières), mène l’enquête après qu’une série de morts mystérieuses et inexpliquées par le commissaire Laprune (Michel Galabru), suscite la peur de tous. Les indices prouveront que les meurtres ne sont pas l’œuvre d’hommes, mais de robots, le tout orchestré par le Dr Ivanoff (Michael Lonsdale), un savant fou dangereux et récemment sorti de prison. Ce dernier a mis au point dans un laboratoire secret des humanoïdes télécommandés, qu'il utilise pour éliminer ses ennemis.

## Fiche technique
- Titre :  Les Machines diaboliques
- Réalisation : François Villiers
- Scénario : Jacques Vilfrid d’après  la nouvelle de Murray Leinster
- Production : Octogone Film et Antenne 2
- Photographie : Jean Tournier
- Montage : Christine Musso
- Décors :  Simon Maréchot
- Cascades : Remy Julienne
- Costumes : Jean-Claude Jitrois et Gianfranco Ferré
- Pays d'origine : France
- Format : Couleurs - stéréo - 35 mm
- Genre : Science-fiction, thriller
- Durée : 68 minutes

Dates de tournage : du 24 août au 8 septembre 1980
- Dates de diffusion : 19 mai 1981 (marché du film de Cannes), 12 juin 1981 (France)

## Distribution
- Georges  Descrières : Olivier Braun, le détective privé
- Sylvia Kristel : Djamila  Khan, la princesse orientale
- Michel Galabru : Commissaire Laprune
- Jean Sarrus : Adrien Planchet
- Roger Carel : Le Professeur Dietrich
- Katia Tchenko : Colombine, la prostituée
- Michael Lonsdale : Le docteur Ivanoff
- Peter Lupus : Les 3 robots Victor

## Autour du film
- Il s'agit d'un « téléfilm de prestige » destiné au départ pour la télévision, en présentation exclusif au marché du film de Cannes, et il devait même un temps sortir au cinéma, mais la chaîne télévisée Antenne 2, coproductrice du film, en décida autrement.
- À noter l’acteur américain Peter Lupus, rendu célèbre par la série télévisée Mission : Impossible, interprète ici le rôle des trois robots.
- Le cascadeur Remy Julienne réalisa les cascades du film, en particulier la dangereuse poursuite finale entre la Peugeot 505 et l'Alpine A310.
- Ce téléfilm est une libre adaptation de la nouvelle de Murray Leinster intitulée Les Robots assassins (The Case of the Homicidal Robots - 1961).